# Michel Raskine
Michel Raskine est un acteur et un metteur en scène de théâtre français, né en 1951 à Paris.

## Biographie
Michel Raskine débute au théâtre comme assistant de Roger Planchon pour Par-dessus bord de Michel Vinaver, Tartuffe de Molière, Le Cochon noir et Gilles de Rais de Roger Planchon, A. A. Théâtres d'Arthur Adamov, Folies bourgeoises, Antoine et Cléopâtre et Périclès de Shakespeare.
De 1982 à 1986, il travaille avec Gildas Bourdet et l'équipe des comédiens de la Salamandre à Lille. Il joue dans Les Bas-fonds de Maxime Gorki, Une station-service et Les Crachats de la lune de Gildas Bourdet, Casimir et Caroline d'Ödön von Horváth (mise en scène d'Hans-Peter Cloos), Cacodémon roi de Bernard Chartreux (mise en scène d'Alain Milianti).
Il réalise sa première mise en scène en 1984 avec Max Gericke ou Pareille au même de Manfred Karge (en), puis il met en scène des textes d'auteurs aussi divers que Jean-Paul Sartre, Joël Jouanneau ou Eugène Labiche. 
En 1994, il est nommé directeur artistique, avec André Guittier à la direction administative, du théâtre du Point du Jour à Lyon et entre en fonction l'année suivante. Il y réalise de nombreuses mises en scène dont, en 1998, Théâtres d'Olivier Py, repris l'année suivante au Festival d'Avignon. Il fait jouer dans la plupart de ses créations sa comédienne fétiche Marief Guittier. Il poursuit en parallèle sa carrière d'acteur de théâtre, notamment pour Gwenaël Morin, mais fait aussi quelques apparitions au cinéma et à la télévision.
La dernière mise en scène de Michel Raskine à la Comédie-Française, Juste la fin du monde était nommée dans deux catégories pour la 22e cérémonie des Molières qui s'est déroulée le 28 avril 2008 : meilleur spectacle du théâtre public et meilleur second rôle masculin pour Laurent Stocker, déjà titulaire du César du meilleur second rôle lors de l'édition 2008 pour Ensemble, c'est tout. Juste la fin du monde a remporté le Molière du théâtre public.

## Filmographie

### Cinéma
- 1975 : Histoire de Paul de René Féret
- 1979 : Félicité de Christine Pascal
- 1979 : I… comme Icare de Henri Verneuil
- 1983 : En haut des marches de Paul Vecchiali
- 1987 : La Lectrice de Michel Deville
- 1993 : Mauvais Garçon de Jacques Bral
- 1994 : Aux petits bonheurs de Michel Deville
- 1998 : Jeanne et le Garçon formidable d'Olivier Ducastel et Jacques Martineau
- 2001 : Mademoiselle Eva de Jérôme Descamps
- 2007 : Pas douce de Jeanne Waltz

### Télévision
- 1980 : Petit déjeuner compris - Feuilleton en 6 épisodes de 52 min - de Michel Berny : L'inspecteur Favre
- 1982 : La Tendresse de Bernard Queysanne

## Théâtre

### Comédien
- 1973 : Le Tartuffe de Molière, mise en scène Roger Planchon
- 1974 : Folies bourgeoises de Roger Planchon, mise en scène de l'auteur, Comédie de Saint-Étienne
- 1976 : Folies bourgeoises de Roger Planchon, mise en scène de l'auteur, Théâtre de la Porte-Saint-Martin
- 1978 : Antoine et Cléopâtre de William Shakespeare, mise en scène Roger Planchon, TNP Villeurbanne, Maison de la culture de Nanterre
- 1982 : Les Bas-fonds de Maxime Gorki, mise en scène Gildas Bourdet, Théâtre de la Salamandre Tourcoing, Festival d'automne à Paris au Théâtre Gérard Philipe
- 1985 : Une station service de Gildas Bourdet, mise en scène de l'auteur, Théâtre de La Salamandre Tourcoing, Théâtre de la Ville
- 1986 : Les Crachats de la lune de Gildas Bourdet, mise en scène de l'auteur, Théâtre de La Salamandre Tourcoing, Théâtre de la Ville
- 1990 : Les Enfants Tanner de Robert Walser, mise en scène Joël Jouanneau, Théâtre de la Bastille
- 1992 : Le Marin perdu en mer de Joël Jouanneau, mise en scène de l'auteur, Théâtre de l'Athénée-Louis-Jouvet
- 2001 : Stéréo d'après Samuel Beckett, mise en scène Gwenaël Morin, Théâtre Les Ateliers, Lyon
- 2011 : Le Jeu de l'amour et du hasard de Marivaux, mise en scène Michel Raskine, Odéon-Théâtre de l'Europe-Ateliers Berthier

### Metteur en scène
Théâtre
- 1984 : Max Gericke ou Pareille au même de Manfred Karge (repris en 1995, 2003 et 2004)
- 1989 : Kiki l’Indien, comédie alpine de Joël Jouanneau
- 1991 : Huis clos de Jean-Paul Sartre, Théâtre de La Salamandre Lille, reprise en 1993 au Théâtre de l'Athénée-Louis-Jouvet
- 1993 : L'Épidémie et Un rat qui passe d’Agota Kristof, Théâtre Paris-Villette, Comédie de Caen
- 1994 : La Fille bien gardée d’Eugène Labiche, Théâtre de l'Athénée
- 1995 : La Femme à barbe de Manfred Karge
- 1995 : Prométhée enchaîné d’Eschyle
- 1996 : L'Amante anglaise de Marguerite Duras (repris en 2006)
- 1997 : Chambres d’amour d’Arthur Adamov, Théâtre de la Ville
- 1997 : Les 81 minutes de Mademoiselle A. de Lothar Trolle, Festival d'Avignon
- 1998 : Théâtres d’Olivier Py, Théâtre du Point du Jour, Festival d'Avignon 1999, Théâtre de la Ville 2000
- 1998 : La Maison d’os de Roland Dubillard, ENSATT
- 1999 : L'Affaire Ducreux, théâtre de coin 1 de Robert Pinget
- 2000 : Au but, théâtre de coin 2 de Thomas Bernhard
- 2001 : Barbe-Bleue, espoir des femmes de Dea Loher, Théâtre du Point du Jour, Théâtre national de Strasbourg, MC93 Bobigny
- 2002 : Elle est là et C’est beau de Nathalie Sarraute
- 2003 : Les Relations de Claire de Dea Loher
- 2004 : Atteintes à sa vie de Martin Crimp, ENSATT
- 2005 : Le Chien et l’atelier de Dea Loher, suivi de L'Atelier d'Alberto Giacometti de Jean Genet
- 2005 : Mère et fils, comédie nocturne de Joël Jouanneau, Comédie de Valence, Théâtre du Point du Jour
- 2006 : Périclès, prince de Tyr de William Shakespeare, Nuits de Fourvière
- 2007 : Me zo gwin ha te zo dour ou Quoi être maintenant de Marie Dilasser, Comédie de Valence,
- 2007 : Huis clos de Jean-Paul Sartre, Théâtre des Abbesses
- 2008 : Juste la fin du monde de Jean-Luc Lagarce, Comédie-Française[2]
- 2008 : Jean-Jacques Rousseau de Bernard Chartreux et Jean Jourdheuil, Théâtre du Point du Jour
- 2009 : Le Jeu de l'amour et du hasard de Marivaux, Théâtre du Point du Jour
- 2010 : La Danse de mort d'August Strindberg, Théâtre du Point du Jour
- 2010 : Le sous locataire, Théâtre du Préau, Centre dramatique régional de Basse Normandie
- 2011 : Le Jeu de l'amour et du hasard de Marivaux, Odéon-Théâtre de l'Europe-Ateliers Berthier
- 2011 : Don Juan revient de guerre d'Ödön von Horváth, Comédie de Saint-Étienne
- 2013 : Le Triomphe de l'amour  de Marivaux, TNP Villeurbanne
- 2014 : Nature morte, Festival d'Avignon
- 2015 : Au cœur des ténèbres d'après Joseph Conrad, Théâtre de l'Élysée, Lyon
- 2016 : Quartett de Heiner Müller, Théâtre des Célestins, Lyon
- 2017 : Maldoror / Chant 6, Les Subsistances, Lyon
- 2019 : Blanche-Neige, Histoire d'un prince de Marie Dilasser, Festival d'Avignon

## Opéra
- 2000 : Albert Herring de Benjamin Britten, Opéra national de Lyon
- 2003 : Otello de Giuseppe Verdi,  Opéra national de Lyon